# Villefollet
Villefollet ist eine französische Gemeinde mit 203 Einwohnern (Stand: 1. Januar 2022) im Département Deux-Sèvres in der Region Nouvelle-Aquitaine (vor 2016 Poitou-Charentes). Sie gehört zum Arrondissement Niort und zum Kanton Mignon-et-Boutonne.

## Geographie
Villefollet liegt etwa 30 Kilometer südöstlich von Niort. Umgeben wird Villefollet von den Nachbargemeinden Séligné im Norden, Brioux-sur-Boutonne im Nordosten, Juillé im Osten, Ensigné und Villiers-sur-Chizé im Süden sowie Brieuil-sur-Chizé im Westen.

## Bevölkerungsentwicklung
| Jahr                       | 1962 | 1968 | 1975 | 1982 | 1990 | 1999 | 2006 | 2013 | 2019 |
| Einwohner                  | 317  | 302  | 292  | 245  | 222  | 184  | 183  | 198  | 222  |
| Quellen: Cassini und INSEE |      |      |      |      |      |      |      |      |      |

## Sehenswürdigkeiten

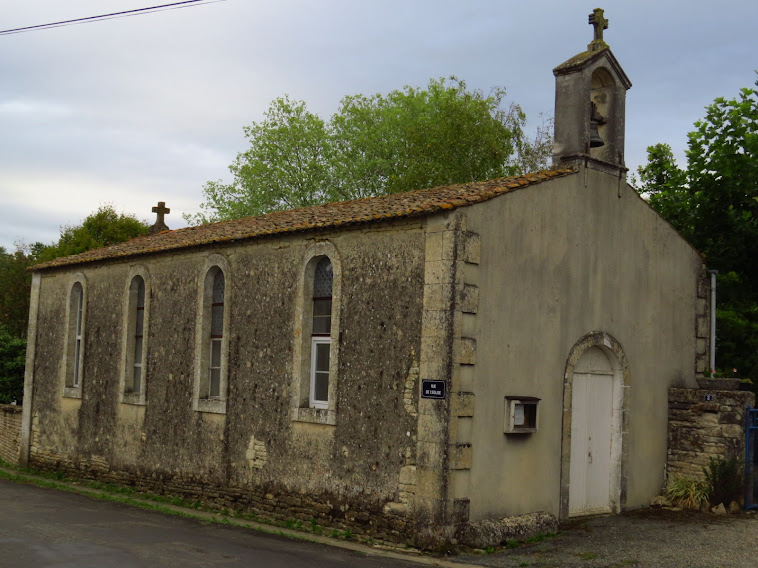
Kirche St. Nikolaus

- Kirche St. Nikolaus